# یواس‌اس ویلیام ام وود (دی‌ای-۲۸۷)
یواس‌اس ویلیام ام وود (دی‌ای-۲۸۷) (به انگلیسی: USS William M. Wood (DE-287)) یک کشتی بود که طول آن ۳۰۶ فوت (۹۳ متر) بود.